# Orthocentrus rufescens
Orthocentrus rufescens là một loài tò vò trong họ Ichneumonidae.